# Mistoprayina fragosa
Mistoprayina fragosa är en nässeldjursart som beskrevs av Grace Odel Pugh och Harbison 1987. Mistoprayina fragosa ingår i släktet Mistoprayina och familjen Prayidae. Inga underarter finns listade i Catalogue of Life.